# Valiñas (Barro)
Valiñas (llamada oficialmente Santo André de Valiñas) es una parroquia del municipio español de Barro, en la provincia de Pontevedra, Galicia.

## Toponimia
La parroquia también es conocida por los nombres de San Andrés de Baliñas, San Andrés de Valiñas y San Andrés P. de Valiñas.

## Historia
Hacia mediados del siglo XIX, el lugar, por entonces referido como una feligresía, tenía contabilizada una población de 346 habitantes. Aparece descrito en el tercer volumen del Diccionario geográfico-estadístico-histórico de España y sus posesiones de Ultramar de Pascual Madoz con las siguientes palabras:

BALIÑAS, (San Andres de): felig. en la prov. de Pontevedra (2 1/2 leg.), dióc. de Santiago (6 1/4) part. jud. de Caldas de Reis (1) y ayunt. de Barro (1/2), sit. entre montaña, su clima es templado y bastante sano. Cuenta 80 casas distribuidas en los l. de Baliñas, Castro, Ylló, Piñeiro, Ortigueira y Villar, los mas de ellos con fuentes de buenas aguas: la igl. parr. (San Andrés) está servida por un curato de provision ordinaria. El term. confina por N. con San Cristobal de Briallos á 1/2 leg.; por E. con San Verísimo de Barro; por S. con San Martin de Agudelo, á 3/4 de leg., y á igual dist. por O. con San Julian de Romay: le recorre un riach. que nace en el l. de Ortigueira y el terreno, aunque montuoso y cubierto de tojo y robles, ofrece alguna parte de mediana calidad para el cultivo: los caminos son locales y malos y el correo se recibe en Calelas: prod. maiz, ceno, centeno, algun trigo y lino, y muchas frutas: cria ganado vacuno y lanar; caza de conejos, liebres perdices y codornices, y hay 2 molinos harineros: pobl. 80 vec., 346 alm.; cont. con su ayunt. (V.).
(Madoz, 1846, p. 328)

## Organización territorial
La parroquia está formada por siete entidades de población, constando cinco de ellas en el nomenclátor del Instituto Nacional de Estadística español:
- A Esquiza
- Aldeíña[9]
- Castro (O Castro)
- O Illó
- Ortigueira
- Piñeiro
- Vilar

## Demografía
| Gráfica de evolución demográfica de Valiñas entre 2000 y 2023 |
|                                                               |
| Datos según el nomenclátor publicado por el INE.              |

## Patrimonio
- Iglesia de San Andrés.[8]